# Esqui estilo livre nos Jogos Olímpicos de Inverno de 2018 - Halfpipe feminino
A competição do halfpipe feminino do esqui estilo livre nos Jogos Olímpicos de Inverno de 2018 foi disputada nos dias 19 e 20 de fevereiro no Parque de Neve Phoenix, em Pyeongchang.

## Medalhistas
| Ouro   | CAN Cassie Sharpe   |
| Prata  | FRA Marie Martinod  |
| Bronze | USA Brita Sigourney |

## Programação
Horário local (UTC+9).
| Data            | Horário | Evento                     |
| --------------- | ------- | -------------------------- |
| 19 de fevereiro | 10:00   | 1ª descida de qualificação |
| 19 de fevereiro | 10:43   | 2ª descida de qualificação |
| 20 de fevereiro | 10:30   | 1ª descida final           |
| 20 de fevereiro | 10:59   | 2ª descida final           |
| 20 de fevereiro | 11:28   | 3ª descida final           |

## Resultados

### Qualificação
As doze melhores atletas classificam-se à final.
| Pos. | Ordem | Atleta                  | 1ª descida | 2ª descida | Melhor | Notas |
| ---- | ----- | ----------------------- | ---------- | ---------- | ------ | ----- |
| 1    | 3     | CAN Cassie Sharpe       | 93.00      | 93.40      | 93.40  | Q     |
| 2    | 7     | FRA Marie Martinod      | 91.60      | 92.00      | 92.00  | Q     |
| 3    | 1     | USA Brita Sigourney     | 90.60      | 90.60      | 90.60  | Q     |
| 4    | 6     | USA Annalisa Drew       | 85.40      | 86.00      | 86.00  | Q     |
| 5    | 13    | JPN Ayana Onozuka       | 74.60      | 84.80      | 84.80  | Q     |
| 6    | 4     | USA Maddie Bowman       | 83.60      | 83.80      | 83.80  | Q     |
| 7    | 11    | GER Sabrina Cakmakli    | 81.80      | 31.40      | 81.80  | Q     |
| 8    | 2     | CHN Zhang Kexin         | 80.60      | 81.00      | 81.00  | Q     |
| 9    | 22    | GBR Rowan Cheshire      | 74.00      | 71.40      | 74.00  | Q     |
| 10   | 8     | OAR Valeriya Demidova   | 71.00      | 73.60      | 73.60  | Q     |
| 11   | 24    | CAN Rosalind Groenewoud | 73.20      | 72.80      | 73.20  | Q     |
| 12   | 17    | FRA Anaïs Caradeux      | 25.00      | 72.80      | 72.80  | Q     |
| 13   | 12    | AUT Elisabeth Gram      | 72.20      | 20.00      | 72.20  |       |
| 14   | 10    | JPN Saori Suzuki        | 69.20      | 71.80      | 71.80  |       |
| 15   | 5     | USA Devin Logan         | 71.60      | 25.60      | 71.60  |       |
| 16   | 20    | NZL Janina Kuzma        | 67.80      | 48.60      | 67.80  |       |
| 17   | 14    | GBR Molly Summerhayes   | 60.80      | 66.00      | 66.00  |       |
| 18   | 16    | KOR Jang Yu-jin         | 64.40      | 60.00      | 64.40  |       |
| 19   | 21    | CHN Chai Hong           | 58.00      | 63.60      | 63.60  |       |
| 20   | 15    | CHN Wu Meng             | 53.40      | 61.00      | 61.00  |       |
| 21   | 9     | JPN Yurie Watabe        | 21.20      | 56.60      | 56.60  |       |
| 22   | 18    | NZL Britt Hawes         | 52.20      | 57.40      | 57.40  |       |
| 23   | 19    | DEN Laila Friis-Salling | 45.00      | 11.80      | 45.00  |       |
| 24   | 23    | HUN Elizabeth Swaney    | 30.00      | 31.40      | 31.40  |       |

### Final
A final foi composta de 3 descidas, com a melhor descida entrando na pontuação final da atleta.
| Pos. | Ordem | Atleta                  | 1ª descida | 2ª descida | 3ª descida | Melhor | Notas |
| ---- | ----- | ----------------------- | ---------- | ---------- | ---------- | ------ | ----- |
| 01 ! | 3     | CAN Cassie Sharpe       | 94.40      | 95.80      | 42.00      | 95.80  |       |
| 02 ! | 7     | FRA Marie Martinod      | 92.20      | 92.60      | 23.20      | 92.60  |       |
| 03 ! | 1     | USA Brita Sigourney     | 89.80      | 88.60      | 91.60      | 91.60  |       |
| 4    | 6     | USA Annalisa Drew       | 86.80      | 73.00      | 90.80      | 90.80  |       |
| 5    | 13    | JPN Ayana Onozuka       | 50.80      | 77.20      | 82.20      | 82.20  |       |
| 6    | 8     | OAR Valeriya Demidova   | 79.00      | 80.60      | 77.60      | 80.60  |       |
| 7    | 22    | GBR Rowan Cheshire      | 75.40      | 17.80      | 13.60      | 75.40  |       |
| 8    | 11    | GER Sabrina Cakmakli    | 74.20      | 57.60      | 20.40      | 74.20  |       |
| 9    | 2     | CHN Zhang Kexin         | 73.00      | 55.40      | 71.00      | 73.00  |       |
| 10   | 24    | CAN Rosalind Groenewoud | 70.60      | 67.80      | 66.60      | 70.60  |       |
| 11   | 4     | USA Maddie Bowman       | 25.80      | 26.40      | 27.00      | 27.00  |       |
| 12   | 17    | FRA Anaïs Caradeux      | DNS        | DNS        | DNS        | DNS    |       |

Legenda
| Recorde mundial      | Recorde mundial (World record)               |                       | Recorde africano                      | Recorde africano (African) |                                           | Q | Classificado por posição (Qualified) |
| Recorde olímpico     | Recorde olímpico (Olympic record)            | Recorde da América    | Recorde da América (Americas)         | q                          | Classificado por melhor tempo (Qualified) |   |                                      |
| Melhor marca do ano  | Melhor marca do ano (World leading)          | Recorde asiático      | Recorde asiático (Asian)              | DNS                        | Não largou (Did not start)                |   |                                      |
| Recorde nacional     | Recorde nacional (National record)           | Recorde europeu       | Recorde europeu (European)            | DNF                        | Não terminou (Did not finish)             |   |                                      |
| Recorde pessoal      | Recorde pessoal do atleta (Personal best)    | Recorde da Oceania    | Recorde da Oceania (Oceania)          | DSQ / DQ                   | Desclassificado (Disqualified)            |   |                                      |
| Recorde da temporada | Recorde da temporada do atleta (Season best) | Recorde sul-americano | Recorde sul-americano (South America) | NM                         | Sem marca (No mark)                       |   |                                      |